# Сальвадорський колон
Сальвадорський колон (ісп. Colón salvadoreño) — валюта Сальвадору від 1919 до 2004 року. В одному колоні — 100 сентаво.
Названий на честь Христофора Колумба (іспанською Крістобаль Колон). На всіх без винятку випущених купюрах колонів на зворотному боці містився портрет молодого або літнього Колумба.